# Fiat 650

Le Fiat 650 est un camion de moyen tonnage destiné à des usages multiples, fabriqué par le constructeur italien Fiat V.I. à partir de 1960.
Ce véhicule était destiné à combler le trou dans la gamme du constructeur entre les petits Fiat 615 et les porteurs Fiat 642 alors occupé par sa filiale OM avec la gamme "zoologique", OM Tigrotto notamment.
Le Fiat 650N, comme le 645N, reprend la conception du châssis robuste de son aîné, le Fiat 642, mais bénéficie du nouveau moteur Fiat 213 de 4,6 litres de cylindrée. Il dispose de la cabine avancée Fiat dite "baffo" de seconde génération réduite en dimensions et sans partie couchette. Ses grandes qualités et sa faible largeur en feront un camion parmi les plus appréciés dans sa catégorie. Il restera en production pendant 14 ans.
Le Fiat 650 disposera d'un modèle destiné spécialement à l'exportation, le 650E qui sera décliné en 2 versions E et E1. 
Le Fiat 650 sera décliné en 4 séries 650N à 650N3 jusqu'en 1973 date à laquelle il sera remplacé par la gamme Fiat-OM série « X » :
| Modèle                                                       | Années de production | Type moteur  | Cylindrée cm3 | Puissance ch DIN   | PTC en tonnes                     |
| ------------------------------------------------------------ | -------------------- | ------------ | ------------- | ------------------ | --------------------------------- |
| Fiat 650N - 4x2 Camion, châssis cabine - plateau             | 1960 - 1967          | Fiat 213     | 4 678         | 90 à 3 000 tr/min  | 8,65                              |
| Fiat 650E - 4x2 Camion exportation, châssis cabine - plateau | 1960 - 1965          | Fiat 213     | 4 678         | 95 à 3 000 tr/min  | 10,5                              |
| Fiat 650E - puissance moteur augmentée                       | 1965 - 1967          | Fiat 213 A   | 4 678         | 100 à 3 000 tr/min | 10,95 18,0 avec remorque          |
| Fiat 650N1                                                   | 1967 - 1969          | Fiat 806A    | 4 678         | 100 à 3 000 tr/min | 9,0                               |
| Fiat 650E1 - Camion exportation                              | 1967 - 1969          | Fiat 806A    | 4 678         | 90 à 3 000 tr/min  | 10,95                             |
| Fiat 650N2 - Nouvelle cabine style Fiat 662                  | 1969 - 1970          | Fiat 806-001 | 4 678         | 110 à 3 200 tr/min | 9,15 version 7,5 t pour Allemagne |
| Fiat 650N3                                                   | 1970 - 1973          | Fiat 806-001 | 4 678         | 122 à 3 200 tr/min | 9,15                              |
| Fiat 650N3 - Châssis autobus                                 | 1970 - 1973          | Fiat 806-001 | 4 678         | 122 à 3 200 tr/min | 9,15                              |

Le Fiat 650 a disposé des mêmes cabines et châssis que le Fiat 645 qui lui, était homologué pour des charges inférieures. La première série, incluant les versions N et N1, avaient les cabines dites « baffo » de seconde génération, avec leurs fameuses moustaches, la seconde série disposaient de la cabine dite « américaine », ainsi appelée parce que lancée d'abord sur les camions Fiat fabriqués en Argentine, plus rondes et plus imposantes.